# 楊恒均
楊恒均（1965年10月10日—），又名杨军、杨红军，湖北随州人，澳大利亚华裔时事评论家，网络作家与学者。復旦大學法学学士、新南威尔士大学文学硕士、悉尼科技大学博士。著有致命系列三部曲，《致命弱点》、《致命武器》和《致命追杀》。
2019年8月，北京市国家安全局以涉嫌间谍犯罪依法对其执行逮捕。2024年2月5日，杨恒均被认定犯间谍罪，被北京市第二中级人民法院一审判处死刑，缓期两年执行，并处没收个人全部财产。

## 生平
杨恒均于1965年出生于湖北省一个小城市的一个贫困家庭。文化大革命期间，他担任学校校长的父亲曾经被批斗。入复旦大学学习国际政治。1987年，杨恒均大学毕业，公开宣称他自己「在北京的中国外交部工作」，掩護他在國家安全部的工作。1989年，他从北京调任到海南省。1992年末，杨恒均调任至香港。
1997年，香港回归后，杨恒均被调任至美国首都华盛顿特区，并在美国智库大西洋理事會担任高级研究员。
2000年，他和家人搬到了澳大利亚並入澳大利亚籍。
2002年，开始从事文学创作，已完成小说二百万字，包括惊险政治间谍小说致命系列三部曲，这些小说在香港出版，但销量不高，還寫過纪实文学《伴你走过人间路》。2006年，开始在网络上撰写散文和时评。杨恒均曾在世界知识出版社工作，3月起出任澳大利亚《悉尼时报》总经理兼副总编辑。
該年4月19日，楊恒均在《悉尼先驱晨报》的采訪中表示：在堪培拉“保護聖火”將激怒澳大利亞并重新揭开种族创伤，他想向澳大利亞的華人表明他們沒有必要通過譴責西方來保證對一個含糊不清的“祖國”的忠誠。
2011年，因涉嫌在被称为中国茉莉花活动中发挥了关键作用，被拘留三天。澳大利亚时任总理朱莉亞·吉拉德当时正在访华，并在与时任中国国家主席胡锦涛的会晤中亲自询问了杨恒均的情况。
2014年9月1日，杨恒均发表《写作十年还没堕落，我容易吗？》一文, 被怀疑与铜锣湾书店事件有关。文中提及自己和香港與海外的出版商合作洽谈时的见闻, 称后者是香港“揭秘”类书的最大策划者。会谈时, 文中出版商计划: 利用网络上的资料编一些故事、抄一些细节，糅合其他书上的内容，根据中国大陆政治节奏，快速编写有关中共领导人内幕、中共中央政治局局势变化与权力斗争之类的揭秘书。如果“某个大贪官被抓了”，那么最好能“在三天之内编写出一本有关他贪污钱财、同情妇床上肉搏的十五到二十万字的揭秘书。”作者发现他们并不在意此类图书由于内容不严谨可能导致的一般性后果, 如被调查后证伪("中国大陆由于政治不透明，这类素材多的是，即便瞎编，也没事"), 或者被受害者诉诸法律手段("反正，还没有发生大陆某个部门或者官员来告香港出版商肆意编造个人罪恶与绯闻的事")。
2014年9月, 杨恒均受中国政府邀请参加了中华人民共和国成立六十五周年招待会，以及随后的《美丽中国，光荣梦想》音乐会。
2014年12月11日晚，北京市庆云楼饭庄3层承志阁，35位来自世界各地的海外华文媒体社长协同成立了国际新媒体合作组织，杨恒均被任命为主席。 

### 被逮捕
2019年1月24日，中華人民共和國外交部發言人華春瑩證實，楊恆均涉嫌從事危害中國國家安全活動，被北京市国家安全局扣留調查。
2019年8月27日，中华人民共和国外交部发言人耿爽在例行记者会证实，北京市国家安全局于8月23日以涉嫌间谍犯罪对澳大利亚籍人员杨恒均执行逮捕，杨恒均健康状况良好。
2020年3月，中华人民共和国政府在拘留杨恒均一年多之后，正式对其提出指控。
2020年10月7日，杨恒均被正式指控犯有间谍罪。杨恒均否认这些指控，并认为这是政治迫害，表示在受到指定监视居住的六个月中，遭受了精神虐待。10月12日，中华人民共和国外交部发言人赵立坚表示，檢察機關已對楊恒均提起公诉，北京市第二中級人民法院也已正式审理。而此時據路透社報道，杨恒均曾在2011年写给其老师冯崇义的一封信件裡表示，自己在20世纪90年代曾为中华人民共和国国家安全部效力長达10年。网传起诉书显示，杨恒均曾利用在海南省国家安全厅工作之便，为中华民国国防部军事情报局搜集情报，先后将40份文件存放于录影带或电脑磁盘，赴香港交给军情局干员，其中31份文件属绝密级，9份文件是机密级。
2024年2月5日，楊恆均被北京市第二中级人民法院一审判处死刑，缓期两年执行，并处没收个人全部财产。澳大利亚外交与贸易部部长对杨恒均被判处一事發表了公开回應。

## 主要作品
楊恒均著有致命系列三部曲，包括《致命弱点》、《致命武器》和《致命追杀》，這些作品描述了關於一個中美雙重間諜的故事。
其犯罪小说包括《叛逃》、《幽灵谋杀案》、《中国特色的犯罪》、《谍影重重》、《恐怖档案》等。
2010年12月，世界知识出版社出版了杨恒均在内地的第一本博文集《家国天下》。另外著有如《中国再也不需要小说了》和《把香港的制度引进到上海》等文章。
2011年7月，南方出版社出版了楊恒均第二本文集《黑眼睛看世界》，该书收集杨恒均从2008年到2011年之间所写的40多篇时评及杂文。

## 家庭
前妻和兩個兒子一個女兒定居澳洲悉尼，是澳大利亚公民。他经常往来两国之间，持有澳大利亚护照。
杨恒均的现任妻子是袁瑞娟（1982年7月15日-。筆名袁小靓。），她是2015年創建世界华人媒体联合会（国际新媒体合作组织）助手，也曾是新浪微博上著名的「反美挺共」的意見領袖「染香」。在楊恆均被抓後，她在上海被限制出境，但仍接受澳洲媒體采訪希望得到澳大利亞政府援助。